# Eriocaulon inyangense
Eriocaulon inyangense är en gräsväxtart som beskrevs av Thorsten Arwidsson. Eriocaulon inyangense ingår i släktet Eriocaulon och familjen Eriocaulaceae. Inga underarter finns listade i Catalogue of Life.